# La riscoperta di Darkover
La riscoperta di Darkover (Rediscovery) è un romanzo del 1993 di fantascienza e fantasy scritto da Marion Zimmer Bradley in collaborazione con Mercedes Lackey, facente parte del Ciclo di Darkover. È il primo romanzo del ciclo a essere stato accreditato, oltre che alla sua autrice storica, a una coautrice.
È stato pubblicato per la prima volta in Italia nel 1995.

## Trama
Qualcosa sta per cambiare su Darkover. E per sempre. La prima ad accorgersene è la giovane e potente figlia del clan degli Hastur, i signori di Darkover. Leonie Hastur è giovanissima e non è ancora la potente Custode della Torre di Arillin che diventerà in seguito, ma il suo talento magico, il suo laran, è così sviluppato e raro che percepisce che qualcosa di strano sta per succedere. Un evento che in duemila anni di storia di Darkover non si era mai verificato prima.
È da questa sensazione che partono gli eventi che portano alla riscoperta di Darkover da parte di un gruppo di coloni terrestri che dopo decine e decine di secoli riscoprono una loro colonia perduta, che nei millenni è cresciuta in modo autonomo dimenticando le sue origini, la tecnologia stessa, e creando una nuova forma di scienza basta sull'uso della magia delle pietre matrici.

## Edizioni
- Marion Zimmer Bradley e Mercedes Lackey, La riscoperta di Darkover, traduzione di Maria Cristina Pietri, Editrice Nord, 1995, ISBN 88-429-0834-7.